# Niedorp
Niedorp este o comună și o localitate în provincia Olanda de Nord, Țările de Jos. 

## Localități componente
Barsingerhorn, Haringhuizen, Kolhorn, Lutjewinkel, Nieuwe Niedorp, Oude Niedorp, 't Veld, Winkel, Zijdewind.